# 藤岡直平衛
藤岡 直平衛（ふじおか なおべえ、1881年（明治14年）1月2日 - 1965年（昭和40年）4月25日）は、日本の政治家。元徳島市長。徳島県東みよし町出身。号は楽山。

## 経歴
旧三好郡三好町足代（現在の東みよし町）生まれ。後に徳島市福島に移り住む。徳島師範学校卒業。師範学校卒業後、小学校教員・郡視学・県視学・郡長を経て徳島県学務課長・社寺兵事課長・農林課長を歴任。
1927年（昭和2年）、徳島市助役に就任。1933年（昭和8年）に徳島市長に就任、1937年（昭和12年）まで務めた。第二次世界大戦後、一時的に徳島新聞社社長に就任、徳島県選挙管理委員長を歴任した。
1965年（昭和40年）4月25日、85歳で没する。